# Reiko Kruk
Reiko Kruk, est une maquilleuse et costumière française née en 1935 à Isahaya. Elle a souvent collaboré sur des films avec Klaus Kinski.

## Biographie
Reiko Kruk-Nishioka est née en 1935 à Isahaya dans le département de Nagasaki. Après avoir travaillé pour la télévision au Japon, elle arrive à Paris en 1971 et crée l’atelier Métamorphose, spécialisé dans le maquillage d’effets spéciaux. Son inventivité et sa minutie l’amènent à travailler avec les plus grands metteurs en scène de cinéma, de théâtre et d’opéra (Claude Lelouch, Werner Herzog, Antoine Vitez, Bob Wilson, Patrice Chéreau, Rudolf Noureev, Frédéric Mitterrand, Dominique Goult, Arnaud Desplechin, Just Jaeckin…). Elle a collaboré à de nombreux films célèbres tels que Gwendoline, Ne réveillez pas un flic qui dort ou encore Si tu vas à Rio... tu meurs.

## Décorations
- Prix de l'Ordre des Arts et des Lettres de France (2011)[5]
- Prix du ministre des Affaires étrangères du Japon (2012)[5]

## Filmographie

### Département de maquillage

#### Cinéma
- 1979 : Nosferatu, fantôme de la nuit de Werner Herzog
- 1980 : Haine de Dominique Goult
- 1980 : La Femme enfant de Raphaële Billetdoux
- 1981 : Les Uns et les Autres de Claude Lelouch
- 1982 : Le Rose et le Blanc de Robert Pansard-Besson
- 1983 : Édith et Marcel de Claude Lelouch
- 1984 : Gwendoline de Just Jaeckin
- 1984 : Frankenstein 90 d'Alain Jessua
- 1987 : Mon bel amour, ma déchirure de José Pinheiro
- 1987 : L'amour est un chien de l'enfer de Dominique Deruddere
- 1987 : Si tu vas à Rio... tu meurs de Philippe Clair
- 1988 : Ne réveillez pas un flic qui dort de José Pinheiro
- 1989 : Les Deux Fragonard de Philippe Le Guay
- 1989 : Kinski Paganini de Klaus Kinski
- 1991 : Lola Zipper d'Ilan Duran Cohen
- 1992 : La Belle Histoire de Claude Lelouch
- 1992 : La sentinelle d'Arnaud Desplechin
- 1992 : Boulevard des hirondelles de Josée Yanne
- 1993 : La Nuit sacrée de Nicolas Klotz
- 1993 : Germinal de Claude Berri
- 1995 : Madame Butterfly de Frédéric Mitterrand

#### Télévision
- 1980 : Aéroport
- 1980 : Arsène Lupin joue et perd
- 1991 : Great Performances
- 2006-2017 : The Metropolitan Opera HD Live